# La Plaza del Limón
La Plaza del Limón es una localidad del estado mexicano de Michoacán. Es parte del municipio de Ixtlán.

## Demografía
| Gráfica de evolución demográfica |
|                                  |

| Censo | Población |
| ----- | --------- |
| 1900  | 1146      |
| 1910  | 1171      |
| 1921  | 1086      |
| 1930  | 1202      |
| 1940  | 1132      |
| 1950  | 1416      |
| 1960  | 1799      |
| 1970  | 2075      |
| 1980  | 2392      |
| 1990  | 2220      |
| 2000  | 2196      |
| 2010  | 1905      |
| 2020  | 1939      |